# Ibarra festae
Ibarra festae is een hooiwagen uit de familie Gonyleptidae.